# اليوم السادس (فلم)
اليوم السادس فيلم مصري من إنتاج وإخراج يوسف شاهين عام 1986 وبطولة داليدا  ومحسن محي الدين وشويكار وحمدي أحمد وصلاح السعدني وسناء يونس وعبلة كامل ومحمد منير والفنان العراقي يوسف العاني ومثل فيه أيضاً يوسف شاهين. وكان هذا آخر أفلام داليدا قبل وفاتها منتحرة في العام 1987. الفيلم مأخوذ عن رواية تحمل نفس الاسم للكاتبة أندريه شديد. والفيلم مهدى لجين كيلي: الممثل، والمخرج، والراقص، والمنتج، وأحد كبار فترة هوليوود الذهبية «الذي ملأ شبابنا بهجة وعذوبة» كما يُكتب في بداية الفيلم.

## قصة الفيلم
يحكي الفيلم قصة سيدة «صِدّيقة» وصراعها مع مرض ابنها بالكوليرا وذلك أثناء حكم الملك فاروق. ويصف الفيلم بطريقة درامية كيف أن كل من حولها يختفي بفعل هذا الوباء. تحاول إخفاء ابنها عن الناس لمدة ستة أيام والتي يفترض بعدها أن ينجو ابنها من المرض. تحاول إخفاءه حتى لا يبلغ عنه أحد السلطات التي كانت تجمع مرضى الكوليرا في مخيمات لا يعود منها أحد على حد وصف الفيلم.

## جمالية الصورة في الفيلم[4]
الكاميرا تتسلل بخفة ونعومة إلى داخل مكنونات الشخصيات ثم ما تلبث أن تبهجنا لرؤية تلك المكنونات، آفاق من اللون الصافي وتجريد في المشهد يتجلى لدرجة يبدو فيها أقرب للوحة منه للعمل من أجل موضوعة التعبير عن حالة تلك النفوس الطافية فوق سطح نهر غمرته الآثام والأوجاع دون أن يترك لنفسه الفرصة ولضفافه كذلك غير أن تتلو آيات من الحياة ومعالمها (مشهد استرجاع للطفولة على ضفة النهر). ومشاهد الفلم الأولى – تلك التي اشتملتها (الحارة) وقراءة المخرج لتفاصيل حياة أبطال الرواية – اعتمدت بناءً لونياً تشكل في تلك التدرجات ومتتاليات الضوء فمشهد مثل غرفة الجد سعيد (حمدي أحمد) وهي تحترق في أول الفجر وما تضمنه من بنى لونية بدأت من التوهج (الحريق) حتى اختلاط الأبيض بالأسود (الفجر) وتلك اللمسات الساطعة للضوء المتوهج على بلاط الشارع، ومنعطف البناية المعتم من جهة والمضاء من جهة أخرى، كان عملاً قل نظيره في احتوائه على جمالية تتوسم الإتقان والحرفية الحية، دون أن تنسى تلك اللمسات أثرها في التوصيل الدرامي، وهو هدف كل لقطة في فلم درامي مثل «اليوم السادس».
لقد كانت الكاميرا حتى في صخب لقطاتها وتوالي اكتشافاتها المتسارعة تترك لنا أثراً يقترب من الهدوء الشامل لقوة تأثيره (وجه صديقة بابتسامته المتسعة كالجرح) كما تصفه (صديقة – داليدا) ذاتها! إن هدوءاً نسبياً كالذي توقفنا عنده يكثفه يوسف شاهين لإمكانية التعبير المشحون بالقوة، وهو في كاميرته عموماً يبهرنا بدقة ملاحقته للأحداث، الشخصيات، مؤثرات المشهد وبعجالة تكاد تقطع الأنفاس. إن ذلك يكتسب مع فيلمه هذا اتجاهاً آخاذاً نحو الثبات، فالأحداث وفوضاها وإيقاعها السريع كانت واضحة في فيلمه وداعا بونابرت وكأنه في فيلمه بدأ باستخدام «علم الإشارة» في السينما، ففي «اليوم السادس» كانت كاميرته الحاذقة لا تميل للعرض السردي، إنها تلتقط وحسب إشارات تلو الإشارات، ومنها نعرف في محاور الفيلم أن طلاباً وطنيين يواجهون شرطة قمعية، وبالإشارة التي توفرها اللقطة أيضاً نتعرف على نجمة سينمائية (شويكار) تحاول ارباك الزمن وتتشبث بفوضى شباب بدأ يخبو، وبمشهد سريع الإيقاع أيضا يعرفنا المخرج بحجم كارثة الآفة المرضية الكوليرا واتساع المشهد كان مؤشراً لطبيعة الوضع الاجتماعي المريض بأكثر من داء (مشهد الجثث الملقاة باهمال على أرض مسورة باسلاك شائكة وحولها الثكالى وصياحهم المأساوي). إن يوسف شاهين على بينة من عمق الحزن في نفوسنا، ولأنه حاذق في قدرته التعبيرية فهو يغلق فسحة ما فينا، ويجعل الصورة معتمة وحزينة (مشهد النزول السريع للباب الاسطواني لدار السينما) حيث تطفأ انوار أخرى برحيل صاحب الدار إلى فلسطين (لاحظ الارتباط بين العتمة والرحيل).
إن مستويات الأداء الدرامي في القصص المتداخلة التي تضمنها الفيلم لم تفتك، على الرغم من فوضاها، بتناغم الصورة بشكلها النهائي، وذلك يعود للنزعة الشخصية التي يدرك عبرها يوسف شاهين أسرار الحياة كمخرج طليعي ومن طراز خاص، فهو حقاً من يفتح النوافذ ولكن على مزيد من الوجع والصدق والمحنة والتشبث بالحياة والدفاع عن رموزها الغضة. إن هذا المسافر الجوّاب في مسارب حياتنا يوفر في القسم الثاني من فيلمه (الصعود على متن المركب نحو أعالي النيل ومن ثم إلى البحر) الكثير من المعاني التي تشتمل عليها ألوان الطبيعة، النيل بطميه وضفافه المتوسمة عناقة الأخضر، الشمس بتدرجات لونية وتحولات الأفق بغناه الروحي، النفوس تلك المنهمكة برحيلها (إلى البحر... إلى البحر)! والسلة التي تصعد نحو أعلى السفينة وفيها الطفل حسن المصاب بالكوليرا أملاً بتحقيق لقائه بالبحر، لكن كل ذلك يأتي عبثاً فالموت كان هو الذي يرقد هناك عالياً (تلون المشهد لحظتها بترابية لم نجدها تدخلاً فجاً)، ومع ذلك استمرت وفرة من المويجات الصغيرة ترتطم بالمركب.
إن تركيز حديثنا عن جمالية الصورة في الفيلم، ينبع أصلاً من تلك القدرات المبدعة لمصوره الفنان محسن نصر ومصمم ديكوره طارق صلاح الدين وجهدهما الفذ في انجاز المشاهد وصاحب ذلك بالطبع الاشراف الدقيق من قبل المخرج، فهو أمر يبعث على العجب حين تصل بهذا المخرج دقته وحرفته في عدم نسيان حتى نوع الفيلم الخام الذي صورت عليه المشاهد!

## جمالية الصوت في الفيلم[4]
ومن جمالية الصورة إلى جمالية الصوت، حيث كان محوراً آخراً للفيلم وعوناً لم يكّل من أجل تثبيت نوازع المخرج الذاتية ورؤاه، وهو أهدى الفيلم لجين كيلي: الممثل، المخرج، الراقص، المنتج وأحد كبار فترة هوليوود الذهبية، ومن هنا كانت الاستعارة لتلك الأجواء (الرقص والغناء)، اذن لا بد من موسيقى وصوت، لابد من مسرحة الغناء، وهنا استعان المخرج بواضع الموسيقى التصويرية وملحن الاغنيات في الفيلم عمر خيرت، ولهذا الاسم لانذكر للأسف أعمالاً مهمة، واعداده للموسيقى التصويرية للمسلسل التلفزيوني «البيوت اسرار» كان عملاً مخيباً ومحبطاً لتلك المحصلة الممتازة التي خرجنا بها حين شاهدنا «اليوم السادس»، فالصوت كان موضوعا بتقنية من استخدام التوزيع الآلي مع وجود مرشحات صوتية عديدة اللحن في الاغنيات – الأولى من أداء (عُكة) ومنها تجسيد لمهمته الشخصية كصانع أفراح خاصة (قرداتي) في حارته بدا بسيطاً في إيقاعه لكنه يتماثل مع أجوائه التعبيرية، غير أن عمر خيرت يتجاوز ذاته في اللحن الثاني الذي قدم عبر المشهد الذي يحيلنا لجين كيلي (يستعمل عكة ذات الحبال التي يقفز بها كيلي من سطح بناية لآخر في أحد أفلامه)، فقد كان الإيقاع، وعلى الرغم من بنائه الغربي وأجوائه المستعارة، على درجة ممتازة من الاتساع بحيث استطاع في روحيته تجسيد هوس هذا الإنسان، كما أن الأبواق والصنوج كانت فياضة باستيعابها لمرح من روح بهيجة. هذا المشهد هو تجسيد لمعنى إهداء يوسف شاهين فلمه لذكرى جين كيلي «الذي ملأ شبابنا بهجة وعذوبة» كما يقول المخرج في «تايتل» فيلمه.

## روابط خارجية
- مقالات تستعمل روابط فنية بلا صلة مع ويكي بيانات